# Lodovico Ferrari
Lodovico Ferrari, född 1522 i Bologna, död där 1565, italiensk matematiker.
Ferrari upptäckte sättet att lösa en fjärdegradsekvation. Han gav inte ut något eget matematiskt arbete, men hans upptäckt offentliggjordes av hans lärare Cardanus i arbetet Ars magna (1545).